# Tomi Kinunnen
Tomi Kinunnen, né le 28 mars 1969 à Sippola, est un footballeur finlandais. Il évolue au poste de défenseur central du milieu des années 1980 au milieu des années 2000.
Formé au MyPa 47, il joue ensuite principalement au VPS Vaasa et au FC Lahti. Il compte six sélections en équipe nationale.

## Biographie
Tomi Kinunnen commence sa carrière professionnelle en 1992 au MyPa 47. Il remporte la Coupe de Finlande dès sa première saison, et termine vice-champion la saison suivante. En 1994, il signe au KuPS Kuopio, et l'année suivante au Kuusysi Lahti. En 1996, le club fusionne avec son voisin du Reipas Lahti, et Kinunnen est transféré au RoPS, à Rovaniemi. A nouveau, il ne reste qu'un an au club et signe au VPS Vaasa.
En juillet 1998, Kinunnen, néo-international finlandais, est transféré au Racing Genk, un club belge ambitieux qui vient de remporter la Coupe de Belgique, et va donc disputer la Coupe des Coupes. Malheureusement pour lui, il est souvent blessé, et ne joue pas de la saison.
En fin de saison, il retourne en Finlande, au FC Lahti. En 2001, il signe au FC Rio Grande, un club de deuxième division finlandaise. L'année suivante, il revient au MyPa 47, le club de ses débuts, mais ne joue aucun match pour cause de blessures. Il met un terme définitif à sa carrière en fin de saison à la suite de blessures récurrentes.

## Palmarès
- 1 fois vainqueur de la Coupe de Finlande en 1992 avec MyPa 47.